# Parkermavella curvata
Parkermavella curvata är en mossdjursart som först beskrevs av Uttley och Bullivant 1972.  Parkermavella curvata ingår i släktet Parkermavella och familjen Bitectiporidae. Inga underarter finns listade i Catalogue of Life.